# Enrico Sabatini
Enrico Sabatini (Roccaraso, 1894 – Borgosesia, 1961) è stato un direttore di banda e compositore italiano.

## Biografia
Di origini abruzzesi, nacque a Roccaraso nel 1894 e, adulto, si diplomò come musicista (specializzazione in suonatore di flicorno e trombone) al conservatorio Santa Cecilia di Roma. Nel 1920 fondò la prima banda musicale di Roccaraso. Quindi, nel 1923, fu richiesto, date le sue doti musicali, a dirigere la banda di Borgosesia. Negli anni 1947-1949 e 1958-1961 fu inoltre maestro della banda Cartiera Burgo (poi banda cittadina) di Romagnano Sesia. Oltre che come maestro di banda, fu attivo come compositore: scrisse più di 130 marce per bande musicali, anche con lo pseudonimo di Nicola "Nino" Remo. Pubblicò le sue composizioni presso le Edizioni Piero Vidale, delle quali fu cofondatore e collaboratore. Perì a Borgosesia nel 1961.

## Opere
- A Passeggio, marcia
- Abruzzo, marcia sinfonica
- Alba Gloriosa, marcia sinfonica
- Ambretta, marcia
- Amelia, marcia brillante
- Aminta, marcia brillante
- Arianna, marcia brillante
- Aurora, marcia sinfonica
- Autunno, marcia sinfonica
- Belvedere, marcia militare
- Borgosesia, marcia brillante
- Brasilia, marcia militare
- Brunetta, marcia brillante
- Cansun dal Mercu Scurot, marcia brillante
- Canto d'Abruzzo, marcia sinfonica
- Cervinia, marcia sinfonica
- Claudia, marcia sinfonica
- Costanza, marcia sinfonica
- Crocemosso, marcia militare
- Daniela, marcia sinfonica
- Diva, marcia brillante
- Elda, marcia sinfonica
- Elide, marcia brillate
- Enza, marcia
- Eroica, marcia sinfonica
- Fanfara e Banda, marcia
- Fanteria, marcia militare
- Fantino, marcia brillante
- Festosa, marcia sinfonica
- Firenze, marcia sinfonica
- Fiorentina, marcia sinfonica
- Gardesana, marcia
- Giove, marcia militare
- Gioventù, marcia
- Gloria, marcia sinfonica
- Il Battaglione, marcia militare
- Il Reggimento, marcia
- Leggiadra, marcia sinfonica
- Libertina, marcia
- Lucrezia, marcia sinfonica
- Lux (Dux/Rex), marcia sinfonica
- Marcia Rolando, marcia militare
- Mare Azzurro (Mare nostrum), marcia sinfonica
- Marilli, marcia sinfonica
- Marisa, marcia brillante
- Mattino, marcia sinfonica
- Meriggio Campestre, fantasia originale
- Mille Stelle, marcia
- Minerva, marcia sinfonica
- Nei Cieli, marcia funebre
- Novara, marcia
- Nuova Spagna, marcia
- Omegna, marcia brillante
- Parigina, marcia caratteristica
- Pomposità, marcia militare
- Pontedera, marcia
- Primavera, marcia sinfonica
- Quarona, marcia
- Richiamo, marcia
- Ricordo, marcia sinfonica
- Risveglio, marcia militare
- Roccaraso, marcia
- Romagnano, marcia militare
- Rondine, marcia sinfonica
- San Giustino, marcia religiosa
- San Petronio, marcia religiosa
- San Tommaso, marcia religiosa
- Santa Rita, marcia religiosa
- Sant'Ippolito, marcia religiosa
- Scherzosa, marcia brillante
- Serenissima, marcia brillante
- Sfilando, marcia
- Silvana, marcia sinfonica
- Soldatini, marcia
- Sorriso, marcia brillante
- Stresa, marcia brillante
- Superga, marcia
- Tramonto Festoso, marcia sinfonica
- Trieste, marcia
- Valeria, marcia sinfonica
- Venezia, marcia sinfonica
- Valenzana, marcia militare
- Vittoria, marcia
- Zara, marcia

Sotto lo pseudonimo di Nicola "Nino" Remo
- Anima Redenta, marcia
- Arcobaleno, marcia
- Barengo, marcia militare
- Crepuscolo, maria sinfonica
- Eboli, marcia
- Egiziana, marcia caratteristica
- Girandola, marcia caratteristica
- Giuliana, marcia sinfonica
- La Tripolina, marcia caratteristica
- Marciando, marcia militare
- Miranda, marcia sinfonica
- Orientale, marcia caratteristica
- Ritorno, marcia
- Romanella, marcia
- Romantica, marcia
- Salernitana, marcia caratteristica
- San Celestino, marcia religiosa
- Spagnoletta, marcia caratteristica
- Venere, marcia caratteristica
- Vulcania, marcia